# Алтестове
Алте́стове (колишні назви — Волянівка, Ульянівка, Алтеста, Кутеньовка) — село Нерубайської сільської громади Одеського району Одеської області в Україні. Населення становить 189 осіб.
За даними перепису 2021 року населення становило 189 осіб. На мапі Херсонської губернії 1869 року вказано 50 дворів.

## Історія
Під час Голодомору 1932—1933 років померло щонайменше 3 жителі села.

## Населення
Згідно з переписом 1989 року населення села становило 190 осіб, з яких 94 чоловіки та 96 жінок.
За переписом населення 2001 року в селі мешкало 189 осіб.
| Мова            | Кількість | Відсоток |
| --------------- | --------- | -------- |
| українська      | 148       | 78.31%   |
| російська       | 39        | 20.63%   |
| болгарська      | 1         | 0.53%    |
| інші/не вказали | 1         | 0.53%    |
| Усього          | 189       | 100%     |

## Родина Малаховських
У селі Воланове (сучасне Алтестове) знаходився маєток Малаховських. Опис земель і родини Малаховських є на сайті одеських краєзнавців; володіння Малаховських поширювалися за села «Вигода», «Палієво», «Алтестова».
Найімовірніше, саме тут одним із Малаховських (ймовірно, Рихард Малаховський) було вперше для теренів України вселено в дику природу кроля європейського (Oryctolagus cuniculus), відомого в мисливській літературі як «дикий кролик», а в краєзнавчій — як «заєць Малаховського».
Херсонський краєзнавець Йосип Пачоський писав про дикого кроля так: «Дикій кроликъ (Lepus cuniculus Auct.). … Въ Херсонской губерніи дикій кроликъ былъ привезенъ въ Одесскій уѣздъ землевладельцемъ Малаховскимъ, аклиматизировался тамъ въ южной части и обитаетъ теперь какъ дикое животное, преимущественно, въ норахъ по обрывамъ надъ моремъ и лиманами. Его именуют тамъ зайцемъ Малаховскаго».

## Видатні уродженці
- Шепелєв Володимир Андрійович — український футболіст.